# Ville Husso
Ville Husso (Helsinki, 6 febbraio 1995) è un hockeista su ghiaccio finlandese, portiere degli Anaheim Ducks.

## Carriera professionistica

### Gli inizi in Finlandia
Husso comincia ad intraprendere la sua carriera sportiva nelle giovanili dell'HIFK, squadra della sua città natale, Helsinki, per poi debuttare in prima squadra nella stagione 2013-14. Nella stagione 2015-16 con l'HIFK partecipa alla Champions Hockey League e raggiunge le finali del campionato finlandese, venendo sconfitti dal Tappara. In quella stagione, tuttavia, Husso si mette bene in mostra con una SV% di .927 ed una GAA di 1.91, riuscendo a vedersi assegnato l'Urpo Ylönen Award, il premio assegnato al miglior portiere della stagione.

### St. Louis Blues
Il 10 maggio 2016 Husso sbarca in NHL firmando un entry-level contract triennale con i St. Louis Blues. Husso viene subito convocato per il training camp della squadra, per poi essere trasferito ai Chicago Wolves, la squadra affiliata ai Blues di AHL, il 29 settembre 2016.
Husso debutta nell'hockey professionistico americano il 15 ottobre 2016 difendendo i pali dei Wolves contro i Grand Rapids Griffins, alla prima partita della squadra nella stagione 2016-17. In 2 gare con i Wolves, Husso totalizza una SV%.914 e una media goal subiti di 2.53. Successivamente, il 26 ottobre 2016, i Blues decidono di trasferirlo ai Missouri Mavericks, nel campionato ECHL. Con i Mavericks, Husso si mette bene in mostra, venendo nominato come 5° portiere nella depth chart dei Blues per ruolo e il 23 dicembre ottiene il suo primo shutout della sua carriera grazie alle sue 33 parate contro i Wichita Thunder. Alla fine di dicembre 2016 Husso ritorna ai Wolves con ottimi risultati, registrando una SV% di .925 ed una GAA di 2.21 in 5 partite.
Il 20 luglio 2019, i Blues decidono di rifirmare Husso con un two-way contract annuale.
Quindi, nella stagione 2020-21 (in una stagione accorciata a causa della pandemia di COVID-19), il 31 gennaio 2021 Husso registra la sua prima vittoria in NHL, con un successo dei Blues per 4-1 sugli Anaheim Ducks. Il 12 maggio successivo arriva anche il suo primo shutout in NHL, nella vittoria per 4-0 contro i Minnesota Wild. La successiva stagione 2021-22 è la stagione decisiva per Husso, cominciata come backup goalie dietro a Jordan Binnington; tuttavia, dopo le difficoltà di quest'ultimo, Husso si vede sempre più impegnato tra i pali dei Blues. Con la fine della regular season, Husso ha scavalcato nelle gerarchie Binnington, sollevando numerose domande in merito al futuro dei due in squadra (Billington ha un contratto molto lungo ed oneroso, mentre Husso è in scadenza di contratto): in quella regular season, Husso registra un record stagionale di 25–7–6, con una SV% di .919. I Blues si qualificano ai playoff, dovendo affrontare al First Round i Minnesota Wild da sfavoriti e con Husso ormai portiere titolare. Tuttavia, il portiere finlandese non gioca bene nelle prime gare della serie e, prima di Gara 4 (sul momentaneo 2-1 per i Wild), i Blues decidono di rimettere tra i pali Billington: questi trascina letteralmente i Blues alla vittoria della serie con ben 3 vittorie consecutive. Husso quindi ritorna al ruolo di riserva, fino a quando Billington non subisce un infortunio nella serie del Second Round contro i Colorado Avalanche, che però battono i Blues in 6 gare eliminandoli dai playoff. In quella postseason, Husso fa registrare una SV% di .890.

### Detroit Red Wings
L'8 luglio 2022 Husso viene ceduto ai Detroit Red Wings, in cambio di una scelta al 3° round del Draft 2022. I Red Wings firmano con Husso subito un contratto triennale da 14.25 milioni $. Con la squadra di Detroit Husso debutta il 14 ottobre 2022, con 29 saves ed uno shutout contro i Montreal Canadiens.

### Anaheim Ducks
A metà dell'ultima stagione di contratto con i Red Wings, vedendosi mandato in AHL con i Grand Rapids Griffins e fare qualche presenza in NHL, Husso viene ceduto agli Anaheim Ducks il 25 febbraio 2025, in cambio di future considerations. Una volta arrivato ai Ducks, questi decidono di spedirlo nuovamente in AHL, aggregandolo ai San Diego Gulls.

## Nazionale
Ville Husso ha fatto parte della nazionale finlandese Under-20 che ha vinto l'oro ai World Junior Ice Hockey Championships del 2014, come riserva del titolare Juuse Saros. In quel torneo, Husso ha fatto registrare 2 presenze.

## Palmarès

### World Junior Championships
- 1 medaglia:
  - 1 oro (Malmö 2014)